# Knysza

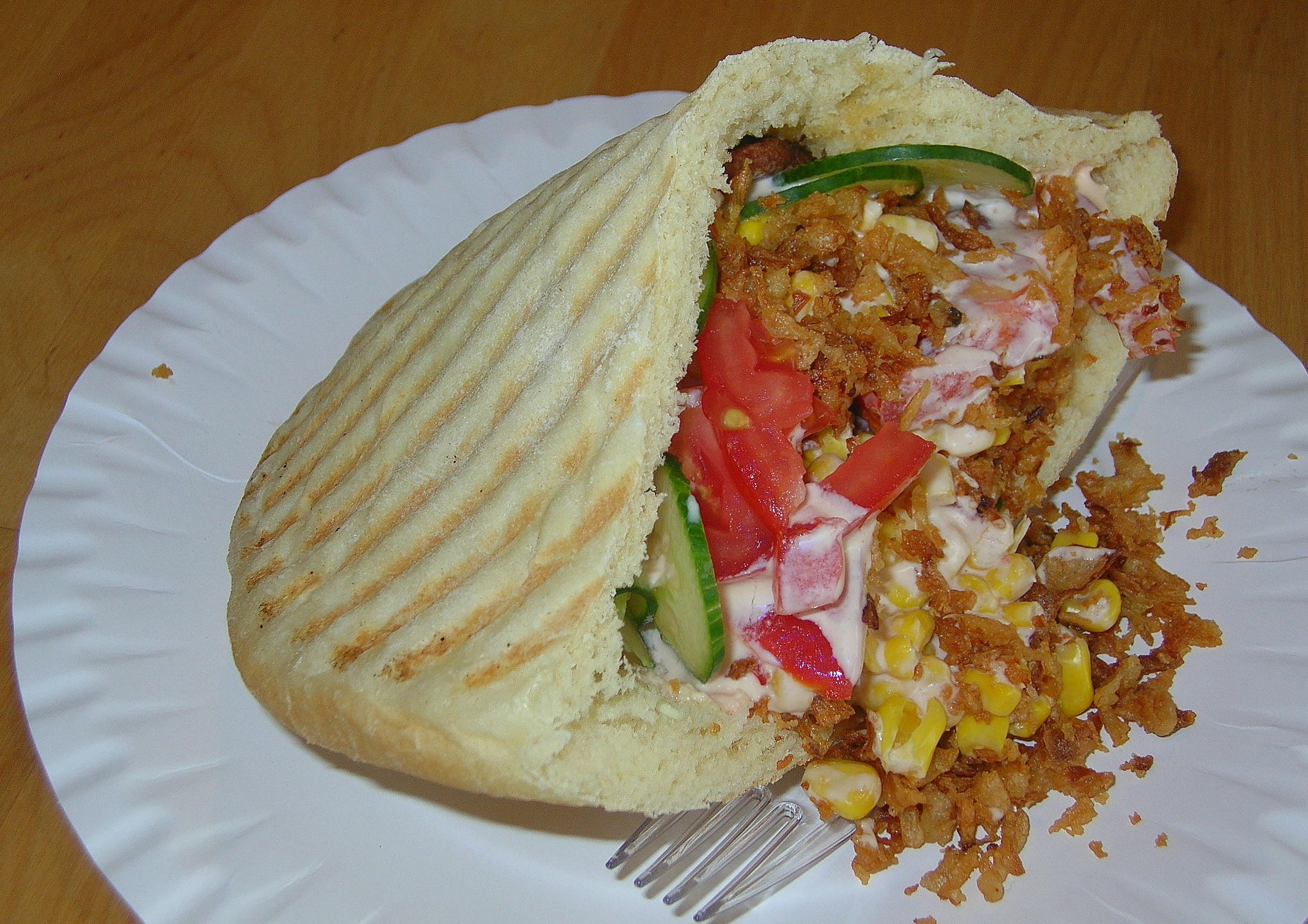
Knysza z warzywami, prażoną cebulą, kotletem i sosem

Knysza – rodzaj fast foodu, wypełnione różnymi składnikami pieczywo. Jest to połówka wydrążonej w środku bułki drożdżowej, ewentualnie uprzednio podgrillowanej, wypełniona nadzieniem, na przykład surowymi warzywami z kotletem, polanymi sosem.
W wersji klasycznej knysza jest wegetariańska i nazywa się knyszą z warzywami – bułka jest wypełniona wyłącznie świeżymi warzywami (białą i czerwoną kapustą, pomidorem, ogórkiem i kukurydzą konserwową), polanymi sosem czosnkowym, majonezowym lub pikantnym, i posypana po wierzchu prażoną cebulką. Występują też warianty z mięsem, na przykład kotletem, mięsem z kurczaka lub parówką, oraz wersja z serem. 
Bułka do knyszy jest bardziej puszysta od bułki pita. Po upieczeniu należy rozkroić ją na dwie półkoliste połówki, po czym każdą z nich naciąć (prostopadle do przekroju) i lekko wydrążyć tak, aby powstała kieszonka (wnęka), do której wkłada się nadzienie.
Potrawa ta bywa mylona z kebabem, od którego różni się tym, że nie zawiera mięsa opiekanego na ruszcie, choć współcześnie można spotkać w ofercie handlowej knyszę nadziewaną mięsem gyros.
Knysze cieszą się popularnością we Wrocławiu, gdzie pojawiły się w latach 90. XX wieku.